# Ка Паван-Фарнеда (Виченца)
Ка Паван-Фарнеда је насеље у Италији у округу Виченца, региону Венето.
Према процени из 2011. у насељу је живело 85 становника. Насеље се налази на надморској висини од 262 м.